# 楊原 (後漢)
楊 原（よう げん、生没年不詳）は、中国後漢末期の人物。中牟県令。
混乱に乗じて政権を握った董卓に対し、袁紹・袁術・曹操といった関東の諸侯が挙兵したので、動乱を避けるために官を捨てて逃げようとしたが、中牟県の住人である任峻・張奮の勧めで河南尹（河南郡）の事務を代行し、郡を挙げて曹操に帰順した。
小説『三国志演義』では、董卓暗殺に失敗した曹操は関東目指して逃亡する途中、中牟県令である陳宮に捕らえられるも、説得して共に出奔するという創作話がある。